# 1811年大彗星
1811年大彗星（C/1811 F1）為一顆19世紀的長週期彗星，為法國天文學家奧諾雷·弗洛熱爾格（Honore Flaugergues）在1811年3月25日所發現，當時彗星距離太陽為2.7天文單位（AU）。彗星在1811年9月12日通過近日點，彗尾長度超過60度。在1811年10月，彗星達到最大亮度0等。

## 發現
1811年大彗星為法國的天文學家奧諾雷·弗洛熱爾格在1811年3月25日所發現，當時彗星距離太陽為2.7天文單位（AU），當時位於南船座的夜空。彗星被月光遮住幾天之後，另一位法國天文學家尚-路易斯·龐士（Jean-Louis Pons）也在4月11日發現了這顆彗星，而德國天文學家弗蘭茨·薩韋爾·馮·扎克男爵於同一天晚上證實弗洛熱爾格發現彗星的事實。
德國天文學家約翰·卡爾·布克哈特（Johann Karl Burckhardt）於1811年6月第一次臨時計算出彗星的公轉軌道。根據這些計算，海因里希·威廉·馬特烏斯·奧伯斯做出預測，彗星將會於1811年末變得非常明亮。

## 觀測
從1811年5月至8月為止，由於彗星位於低角度的夜空並受到暮光的影響，這顆彗星很難被發現。1811年8月間，弗洛熱爾格和奧伯斯都能夠於小獅座發現它的蹤跡。藉由彗星搜尋望遠鏡的幫助 ，奧伯斯指出，彗星形成一個小而獨特的尾部，由兩條射線組成的拋物線。到了九月，位於大熊座的彗星，已經成為夜空中一個耀眼的天體，因為它已經逐漸接近近日點：威廉·赫歇爾指出，直到10月6日為止，彗星都擁有一條25°長的彗尾 。
到了1812年1月，這顆彗星的亮度已經開始減弱。一些天文學家繼續觀察彗星幾個月的時間，文森特·維希涅夫斯基（Vincent Wisniewski）最後在1812年8月12日於新切爾卡斯克觀測到該彗星，並指出彗星的亮度只能勉強達到視星等11等 。
1811年大彗星被認為有一個特大的彗髮，可能超過100萬英里，比太陽直徑還大百分之五十。後來估計這顆彗星的核心直徑介於30-40公里之間，公轉軌道週期為3,757年（後來調整為3,065年）。因為1811年大彗星擁有巨大且活躍的彗核，所以既使彗星並沒有特別接近太陽或地球，彗星仍然是相當耀眼的，這個特徵與海爾·博普彗星相當類似。
肉眼可以直接觀察彗星的時間長達260天，為當時最久的紀錄，直到1997年的海爾·博普彗星才打破這個紀錄。

## 文化
1811年大彗星對於天文學家以外的民眾似乎有一個特別的影響。藝術家約翰·林奈爾（John Linnell）和威廉·布萊克都親眼目睹這顆彗星，約翰·林奈爾因此創作出幾幅小作品，而威廉·布萊克則可能將彗星結合在著名的畫作《幽靈》（The Ghost of a Flea）中。
俄羅斯作家托爾斯泰的名著《戰爭與和平》中，曾描述主角皮埃爾·別祖霍夫觀察這顆「巨大而燦爛的彗星[...]有人認為這預示著各種困境和世界的盡頭」。1811年大彗星被普遍認為有預示著拿破崙入侵俄羅斯（甚至被稱為「拿破崙的彗星」 ）和1812年戰爭等事件。
1811年生產的葡萄酒特別優良，商人藉此在多年之後以彗星之酒（Comet vintages）的名稱，以昂貴的價格來銷售葡萄酒。1992年的浪漫喜劇冒險電影《彗星來的那一年》（Year of the Comet）根據這個前提，描述追求一瓶拿破崙於大彗星來臨的那一年所瓶裝的葡萄酒，並於現代出現的故事。這部片由影星佩內洛普·安·米勒（Penelope Ann Miller）、蒂姆·達利（Tim Daly）和法國電影的傳奇人物路易斯·喬丹（他退休前所主演的最後一部電影，後來他居住於法國南部）所主演 。
天文學家也發現該彗星的一個令人難忘的景象，英國天文學家威廉·亨利·史密斯（William Henry Smyth）比較1811年大彗星與多納蒂彗星，說：作為一個單純的觀測對象，1811年大彗星的彗尾更令人感到有趣，彗星核心也更加鮮明。

## 外部連結
- （英文）JPL DASTCOM Orbital Elements
- （英文）1811年彗星觀測紀錄（页面存档备份，存于）